# 粗毛甘草
粗毛甘草（学名：Glycyrrhiza aspera）为豆科甘草属下的一个种。

## 扩展阅读
維基物種上的相關：粗毛甘草